# Olivia Carnegie-Brown
Olivia Frances Carnegie-Brown  (ur. 28 marca 1991) – brytyjska wioślarka. Srebrna medalistka olimpijska z Rio de Janeiro.
Zawody w 2016 były jej pierwszymi igrzyskami olimpijskimi. Medal zdobyła w ósemce. Wywalczyła cztery medale mistrzostw Europy: złoto w 2016, srebro w 2014 brąz w 2012 w ósemce, w 2012 była również druga w dwójce bez sternika.